# Hemşini
Hemşini (arménsky Համշենցիներ, Hamshentsiner; turecky Hemşinliler) jsou různorodé etnikum obývající východní část Pontského pohoří, zejména okresy Hemşin a Çamlıhemşin na severovýchodě Turecka. Všeobecně je přijímáno, že jsou arménského původu, a byli původně křesťany a členy Arménské apoštolské církve, nicméně během staletí se vyvinuli ve svébytnou etnickou skupinu, pod nadvládou Osmanské říše přijali sunnitský islám a postupně prošli značnou turkifikací.

## Historie

### Před Osmanskou nadvládou
Podle map historika Roberta H. Hewsena byl region Hemşinu během starověku a raného středověku obývaný populacemi různého označení. V souhrnu, od 13. do 6. století před n. l. byl region obýván Kolchidy, mezi roky 550 a 330 před n. l. Kolchidy a Macrony, mezi lety 180 př. n. l. a 14 n. l. Lazoi (kmeny Chani/Tzan), a v parthském období jsou zmiňováni (63–298 n. l.) Heniochové, Machelonové, Heptakometiani, Mossynoeci a také Sanni, Drilaeové a Macroni. Region popisuje jako součást Kolchidy (299–387), Tzaniky (387–591) a Chaldie (654–750). Samotná lokalita dnešního města Hemşin je zakreslena na mapě pokrývající období let 654–750 jako město a pevnost Tambur/Hamamašen.
Tyto dva názvy (Tambur a Hamamašen) jsou zaznamenány v kronice Historie Taronu od Jana Mamikonyana v krátkém textu popisujícím válku mezi vládcem Tamburu, Hamamem, a jeho strýcem z matčiny strany, gruzínským princem Vašdeanem. Tato válka vede k vypálení města Tambur arabskými jednotkami, a jeho přestavbou organizovanou Hamamem pod jménem Hamamašen („vybudováno Hamamem“). Mamikonyan řadí takto popsané události do sedmého století. Historik Hovann H. Simonian uvádí, že uvedený záznam popisuje spíše události počátku devátého století.
Další dvě arménské kroniky, Ghewondova, a Stepanose Asoghika z Taronu, popisují v krátkých textech migraci Arménů z Ošakanu, vedenou princem Šapuhem Amatuni a jeho synem Hamamem. Podle Ghewonda byla tato migrace zapříčiněna snahou vyhnout se vysokým daním uvaleným na Armény jejich novými arabskými vládci. Rodu Amatuni byly nabídnuty úrodné pozemky k usazení ze strany Byzantské říše poté, co migranti překročili řeku Čoroch. Tyto události byly Ghewondem datované do doby po roce 789 a Stepanosem Asoghikem z Taronu kolem roku 750. Benninghaus specifikuje Tambur jako cílové místo této migrace a uvádí, že se zde migranti podle všeho setkali s předchozí křesťanskou populací, možná řeckou. Redgate upozorňuje na možný symbolismus Ghewondových záznamů a možné překrucování historie u Mamikonyana, a varuje nebrat všechny údaje za bernou minci.
Hachikian uvádí, že není jasné, kde se Tambur, legendární hlavní město Hemşinu, doopravdy nacházelo, a zda vůbec existovalo. Zároveň upozorňuje na podobnost mezi jménem Tambur a yaylou známou jako Tahpur nebo Tagpur nad vesnicí Kaptanpaşa v okrese Çayeli. Simonian uvádí, že Tambur byl pravděpodobně v blízkosti Varoş Kale ve výšce 1800 m v okrese Çamlıhemşin.
Popis "Hamshenu" v Gruzínském království, jeho obyvatel a historie, je zaznamenán v "La Fleur des histoires de la terre d'Orient" od Het'uma z Corycos, sepsané kolem roku 1307. Het'um popisuje region jako „zázračné a zvláštní místo,“ neuvěřitelné, pokud není spatřeno na vlastní oči, mlhavé, temné a bez stezek. Znakem lidského osídlení je, že „jsou z lesů slyšet zvuky lidského řevu, kokrhání kohoutů a řehtání koní.“ Podle Het'uma jsou tito lidé potomky lidu „prokletého“ íránského císaře Šavoreose, který pronásledoval a mučil křesťany. Tímto císařem by mohl být Šápúr II. Nicméně podle Simoniana neznamená popisovaná obtížnost přístupu úplnou izolaci oblasti, naopak region někdy sloužil jako tranzitní cesta mezi pobřežím Černého moře a Arménskou vysočinou.
Existuje několik dalších teorií o původu arménské středověké populace Hemşinu: Podle jedné v souvislosti s invazí Seldžuků mohli do dosud neosídleného Hemşinu uprchnout obyvatelé zničeného Ani. Podle další mohl být přísun arménského obyvatelstva z jihu dlouhodobý, a vést k postupné arménizaci původně Lazské nebo Tzanské populace, a to buď jejím vyhnáním, a nebo změnou vládnoucí dynastie za arménskou.
Dobové zdroje ze strany vládnoucích sil v regionu (Byzantinců, Trapezuntu, Gruzie, Arménie, Turků) o Hemşinu mlčí až do jeho ovládnutí Osmany. Z toho lze usoudit, že byl Hemşin ovládán lokálními pány pod zastřešením regionální mocnosti, která se v průběhu času měnila (postupně zejména Arménské království, Byzantská říše, Trapezuntské císařství, Království Gruzie, Kara Koyunlu nebo Ak Koyunlu, později Osmanská říše do jejího rozpadu a vzniku moderního Turecka).

### Islamizace a turkifikace
Pod tureckou nadvládu se region dostal po Bitvě u Mantzikertu v roce 1071, po níž Seldžučtí Turci a další turecké kmeny získaly kontrolu nad Centrální Anatolií a západem Arménské Vysočiny, což znamenalo pro místní populaci kontakt se světem islámu. Někdy kolem roku 1480 se Hemşin dostává pod osmanskou nadvládu, neboť k roku 1486 je veden jako osmanská država v osmanských registrech. Většina zdrojů se shoduje, že před touto událostí byla většina obyvatel regionu křesťanského vyznání a příslušníky Arménské apoštolské církve. Okolnosti a podrobnosti přeměny náboženské, národnostní a jazykové struktury a migrací během osmanského období nejsou zcela známy a dokumentovány.
Podle Simoniana probíhala konverze Hemşinů k Islámu zejména od poloviny 17. století, přičemž probíhala směrem od pobřeží do hor, kdy horské vesnice zůstávaly křesťanské jako poslední (vesnice Elevit byla křesťanská ještě na počátku 19. století). Na islamizaci se zřejmě podílela a zapříčiňovala ji řada faktorů. Islamizace Lazů, proběhlá již v 16. století, mohla narušit rovnováhu sil mezi těmito sousedícími etniky, a konverze nížinné části hemşinské populace mohla být snahou vyhnout se jejich područí. Zároveň také upadal význam Arménské apoštolské církve i samotné Hemşinské diecéze, a obyvatelstvo bez náboženských vůdců mohlo snadněji podlehnout konverzi. Velký význam zřejmě měla daňová zátěž uvalená na nemuslimské obyvatelstvo říše. Výše daně byla vypočítána za celé vesnice a po konverzi části populace zůstávala její výše stejná – efektivně se tedy zvyšovalo daňové zatížení zbývajících věřících. Význam také mohly hrát vzrůstající potíže Osmanské říše a zhoršující se vztahy muslimské populace vůči křesťanským minoritám, související s porážkami ze strany Ruska v 17. století. S tím se také zmenšovala moc centrální vlády a narůstala moc lokálních vládců, derebeyů („vládců údolí“), a celkově zhoršující se bezpečnostní situace a narůstající bezpráví mohlo vést k dalším dobrovolným či nuceným konverzím.
Část hemşinské populace se pokusila před náboženským útlakem uprchnout, ale ne vždy se těmto emigrantům v nové lokalitě podařilo udržet křesťanskou víru. Zároveň zřejmě nebyla dělicí linie mezi křesťany a muslimy úplně ostrá a existovala třetí, heterogenní, kategorie „krypto-křesťanů“, kteří navenek uznávali muslimskou víru, v soukromí však dodržovali křesťanské obřady a tradice. Díky ochrannému prostředí a izolaci hor byli krypto-křesťané schopni navštěvovat kostely, tajně křtít své děti a slavit nejrůznější arménské náboženské svátky, jako je Vardavar nebo Verap`okhum. Nicméně, i krypto-křesťanský prvek v hemşinské populaci postupně vymizel, do velké míry do poloviny 19. století, s posledními záznamy o skrytém praktikování křesťanství v 90. letech 19. století.
S religiózním vývojem souvisel také vývoj jazykový. Arménština postupně upadla v používání během druhé poloviny 19. století a byla nahrazena turečtinou. Národnostní pojetí v Osmanské říši bylo značně odlišné od pojetí západního a úzce souviselo s náboženstvím. Bez ohledu na mateřský jazyk byl příslušník Arménské apoštolské církve vnímán jako Armén, Řecké ortodoxní církve jako Řek a muslimského vyznání jako Muslim/Turek. Muslimové hovořící jazyky křesťanských menšin byli vnímáni jako anomálie a používání těchto jazyků bylo někdy považováno dokonce za hříšné. Na používání turečtiny tak tlačily lokální politické a náboženské autority. Zároveň byla v druhé polovině 19. století hemşinská populace šířeji integrována do osmanské společnosti a používání turečtiny bylo otázkou společenského statusu. S tím související spektakulární společenský vzestup některých Hemşinů do osmanské vládnoucí elity mohl hrát také roli ve změně používaného jazyka. Arménština, respektive její ne zcela vzájemně srozumitelné nářečí zvané Homşetsma, se udržela pouze u muslimských Hemşinů v okrese Hopa při hranicích s Gruzií a u křesťanských hemşinských exulantů v zahraničí, především v Gruzii, Abcházii a Krasnodarském kraji Ruska.

## Demografie a členění
Na základě historického vývoje vznikly tři izolované komunity sdílející stejné označení, ale mezi sebou značně odlišné. Jsou jimi:
- Hemşini, někdy též jako „vlastní Hemşini“ nebo západní Hemşini,[34] turecky hovořící sunnitští muslimové obývající okresy İkizdere, Çayeli, Pazar, Hemşin, Çamlıhemşin, a do menší míry Ardeşen a Fındıklı provincie Rize[35]
- Hopa Hemşini, někdy též jako východní Hemşini, sunnitští muslimové žijící v okresech Hopa a Borçka provincie Artvin, kteří hovoří dialektem západní arménštiny zvaným Homşetsma, turecky Hemşince[34]
- Homshentsik, někdy též nazývaní severní Hemşini, křesťané žijící v Gruzii, Abcházii a Krasnodarském kraji Ruska, kteří taktéž hovoří nářečím Homşetsma.[33] Mezi nimi jsou také někteří muslimové,[36] a hemşinské prvky jsou také mezi Meschetskými Turky.[37]